# Opa Nguette
Opa Nguette (Mantes-la-Jolie, 8 de julho de 1994) é um futebolista profissional francês que atua como atacante.

## Carreira
Opa Nguette começou a carreira no Valenciennes.